# تل كاوز
تل كاوز، هو جبل يقع في جبال كاتسكيل في نيويورك جنوب شرق قرية اوناديلا. يقع تل فاندرفورت في الشمال ويقع تل باين شمال غرب تل كاوز.